# Барон Корбін
Томас "Том" Песток (англ. Thomas "Tom" Pestock, нар. 13 вересня 1984, Ленекса, Канзас, США) — професійний американський реслер. Відомий за виступами у WWE під ринговим ім'ям Барон Корбін (англ. Baron Corbin). Покинув WWE у 2024 році через звільнення. Колишній гравець в американський футбол. Виступав у Національній футбольній лізі США за команди Індіанаполіс Колтс та Аризона Кардиналз.

## Реслінґ
- Фінішери
  - End of Days (Modifited Lifting Reverse STO)
- Улюблені прийоми
  - Body Avalanche
  - Big Boot
  - Clothesline
  - Deep Six (Spinning Back Suplex/Spinning Side Slam)
  - Elbow Smash
  - Falling Choke Bomb - 2015
  - Nerve Hold
  - Northern Lariat
  - Release Falcon Arrow - 2014-2015
  - Sidewalk Slam
  - Snake Eyes
- Прибрані імена
  - "Вовк-одинак"
  - "Альфа NXT"
  - "Єдиний беззупинний у NXT"
- Музичний супровід
  - "Fierce Days" від Джейсона Девіса
  - "Echoes" від Project Hero
  - "Superhuman" від CFO$

## Здобутки та нагороди
- Pro Wrestling Illustrated
  - PWI ставить його #274 з топ 500 реслерів у 2014
- World Wrestling Entertainment
  - Победитель Королевской битвы за мемориальный трофей в честь Андре Гиганта (2016)
  - Mr.Money in the Bank от SmackDown {2017}